# Lara McDonnell
Lara McDonnell (Castleknock, 7 novembre 2003) è un'attrice irlandese.

## Biografia
Lara McDonnell è nata il 7 novembre 2003 a Castleknock, in Irlanda, da Hazel e Ciaran, è la maggiore di tre figli. All'età di sette anni, ha seguito un corso di recitazione in un centro parrocchiale vicino alla sua scuola, la St. Brigid's National School nel quartiere Castleknock di Dublino. Uno dei suoi insegnanti riconobbe il suo talento e incoraggiò i suoi genitori ad iscriverla a un'audizione. A 11 anni, è stata Matilda nell'omonimo musical nel Teatro del West End di Londra, dal 2015 al 2016.
Ha ottenuto un ruolo nel film Scrivimi ancora (2014) interpretando il personaggio principale 'Rosie' negli anni più giovani. Ha ricoperto anche ruoli nel film televisivo britannico To Walk Invisible: The Brontë Sisters (2016) e nel film irlandese The Delinquent Season (2018).
Ha recitato anche nei film di Kenneth Branagh e Artemis Fowl (2020) e Belfast (2021).
Nel 2021 è stata inserita nella lista dell'Irish Independent degli attori e registi irlandesi che sarebbero diventati famosi.

## Filmografia

### Cinema
- Scrivimi ancora (Love, Rosie), regia di Christian Ditter (2014)
- The Delinquent Season, regia di Mark O'Rowe (2018)
- Artemis Fowl, regia di Kenneth Branagh (2020)
- Belfast, regia di Kenneth Branagh (2021)
- Greatest Days, regia di Coky Giedroyc (2023)

### Televisione
- To Walk Invisible: The Brontë Sisters, regia di Sally Wainwright - film TV (2016)
- Ballistic - serie TV, 5 episodi (2021)
- The Holiday - serie TV, 4 episodi (2022)
- L'ultimo bus del mondo (The Last Bus) - serie TV, episodio 1x10 (2022)

## Doppiatrici italiane
Nelle versioni in italiano dei suoi film, Lara McDonnell è stata doppiata da:
- Vittoria Bartolomei in Artemis Fowl, Belfast